# Zona Industriale (Nápoles)
Zona Industriale es un barrio de la ciudad de Nápoles, en Italia. Forma parte de la Municipalità 4 junto a Poggioreale, San Lorenzo y Vicaria.
Situado en la zona oriental de la ciudad, limita con los siguientes barrios: al oeste con Mercato, al norte con Poggioreale y al este con Barra y San Giovanni a Teduccio. Al sur está bañado por las aguas del Golfo de Nápoles.
Tiene una superficie de 2,68 km² y una población de 6.241 habitantes.
El nombre del barrio deriva de su vocación industrial, ya que alberga varias fábricas, sobre todo en el sector químico y de las refinerías. Sin embargo, se suele denominar Gianturco, del nombre de su eje viario principal, la Via Emanuele Gianturco.